# NGC 7570
NGC 7570 ist eine Balken-Spiralgalaxie vom Hubble-Typ SBa im Sternbild Pegasus nördlich der Ekliptik. Sie ist schätzungsweise 217 Millionen Lichtjahre von der Milchstraße entfernt und hat einen Durchmesser von etwa 100.000 Lichtjahren.
Im selben Himmelsareal befinden sich u. a. die Galaxien NGC 7536, NGC 7559, NGC 7563, NGC 7580.
Das Objekt wurde am 17. November 1784 von Wilhelm Herschel entdeckt.